# Carl Anton von Meyer
Carl Anton von Meyer (Vitebsk, 1 de abril de 1795 — São Petersburgo, 24 de fevereiro de 1855), em russo Карл Анто́нович фон Ме́йер, Karl Antonovich von Meyer, foi um botânico e explorador de etnia alemã, russificado, que trabalho no Império Russo.

## Biografia
Meyer nasceu em Vitebsk. Estudou na Universidade de Dorpat (1813-1814) como aluno de Karl Friedrich von Ledebour, com quem embarcou mais tarde numa viagem científica à Península da Crimeia (1818). Em 1826, com Ledebour e Alexander G. von Bunge, participou numa expedição às montanhas de Altay e à estepe de Kirghiz (Cazaquistão). As plantas recolhidas durante a viagem constituíram a base da Flora Altaica (quatro volumes publicados entre 1829 e 1833).
Em 1835, começou a trabalhar como botânico para a Academia de Ciências de São Petersburgo, onde realizou pesquisas com Friedrich Ernst Ludwig von Fischer. Em 1844, sucedeu a Carl Bernhard von Trinius como diretor do museu botânico da academia e, em 1850, substituiu Fischer como diretor do jardim botânico imperial. Meyer foi o único botânico que ocupou ambos os cargos, tendo sido responsável pelo jardim e pelo museu em simultâneo até à sua morte em São Petersburgo, em 1855.

## Publicações
Entre as suas obras escritas contam-se tratados sobre as famílias de plantas Cruciferae e Polygonaceae. Algumas das suas principais obras são as seguintes:
- Flora Altaica; scripsit Carolus Fridericus a Ledebour, adiutoribus Car. Ant. Meyer et Al. a Bunge (em colaboração com Karl Friedrich von Ledebour e Alexander Georg von Bunge), 1829–1833.
- Versuch einer Monographie der Gattung Ephedra: durch Abbildungen erläutert, 1846.[2]
- Verzeichniß der Pflanzen, welche während der, auf allerhöchsten Befehl, in den Jahren 1829 und 1830 unternommenen Reise im Caucasus und den Provinzen am westlichen Ufer des Caspischen Meeres gefunden und eingesammelt worden sind. Buchdruckerei der Kaiserlichen Akademie der Wissenschaften, St. Petersburg 1831 Digitalisat
- Verzeichniß der im Jahre 1838 am Saisang-Nor und am Irtysch gesammelten Pflanzen (em colaboração com August Gustav Heinrich von Bongard), 1841
- Enumeratio plantarum novarum a cl. Schrenk lectarum (em colaboração com Friedrich Ernst Ludwig von Fischer), 1841–1842
- Florula provinciae Tambov, 1844
- Versuch einer Monographie der Gattung Ephedra, 1846
- Sertum petropolitanum (em colaboração com Friedrich Ernst Ludwig von Fischer; completada em 1869 por Eduard August von Regel), 1846–1852
- Florula ochotensis phaenogama (em colaboração com Ernst Rudolph von Trautvetter), in Reise in den äußersten Norden und Osten Sibiriens, 1847
- Florula provinciae Wiatka, 1848